# Liste d'artistes de neo soul
La liste qui suit comprend des artistes de neo soul notables.
La neo soul (ou nu soul) est un mouvement musical apparu au milieu des années 1990, se caractérisant par un mélange de hip-hop et de soul.

## A

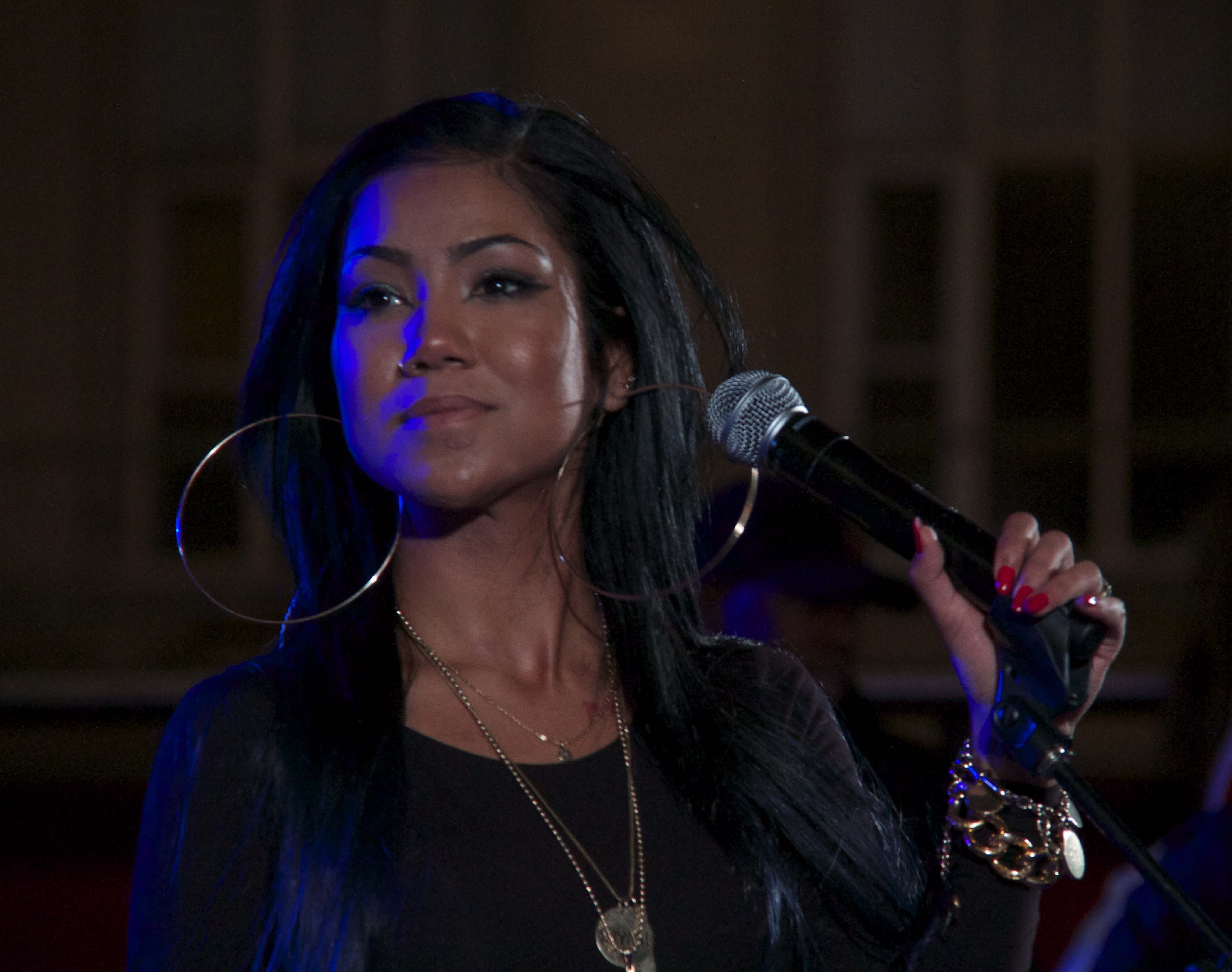
Jhené Aiko

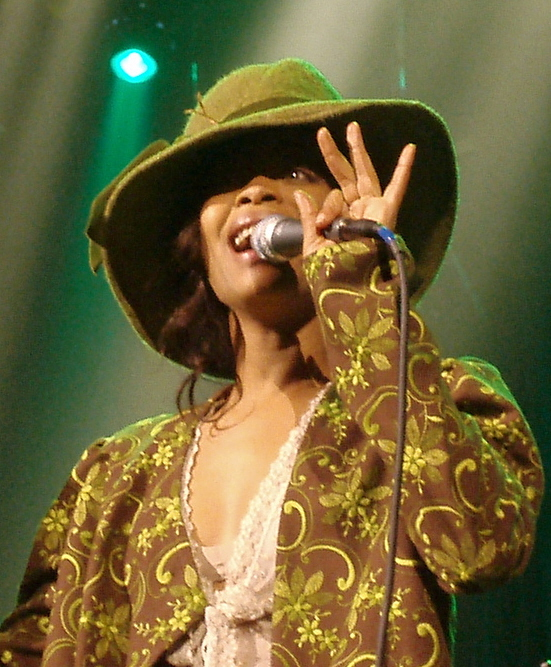
Erykah Badu

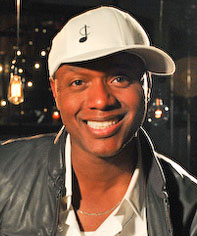
Javier Colon

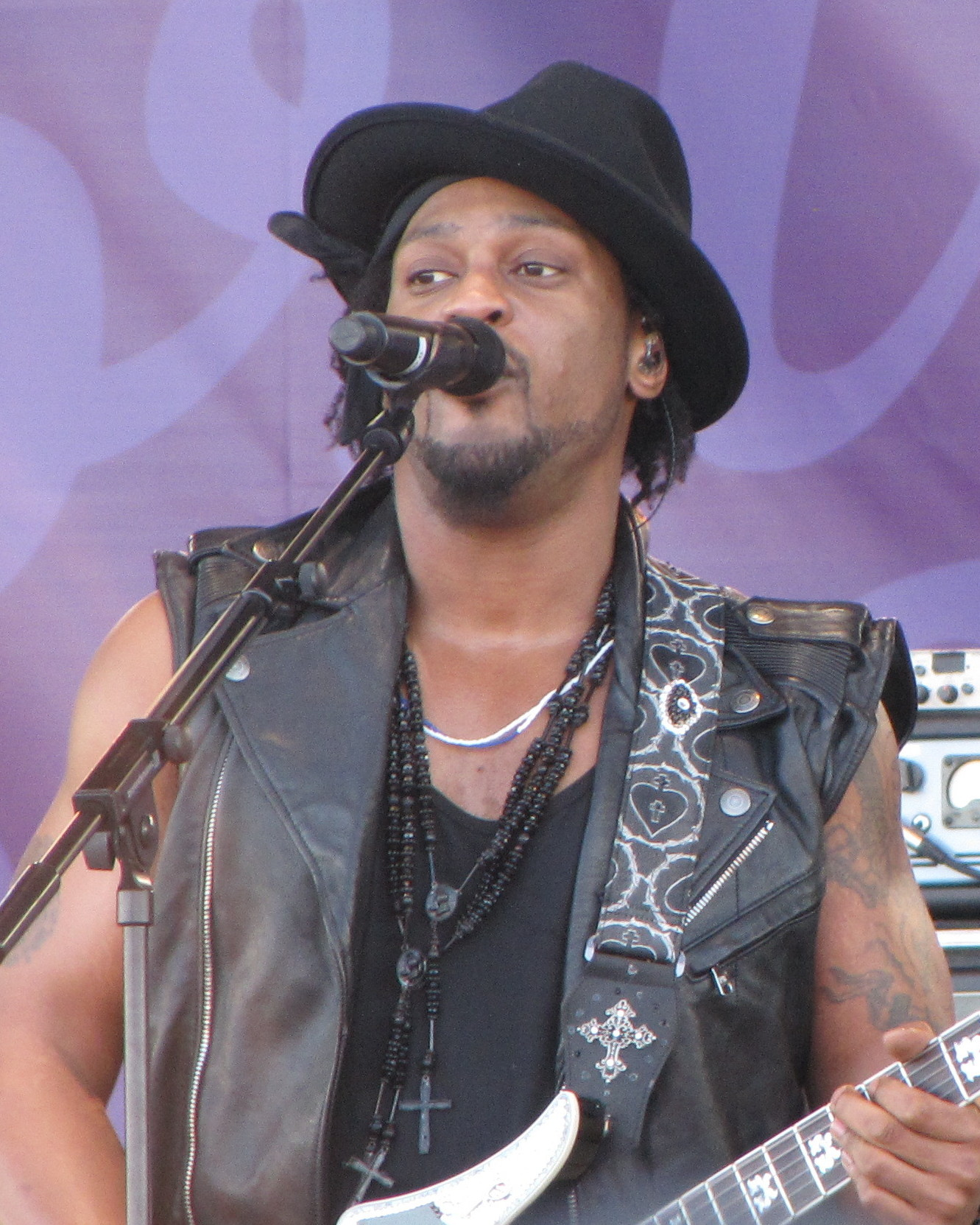
D'Angelo

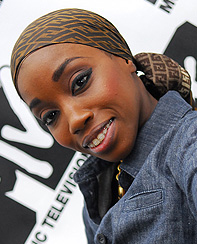
Estelle

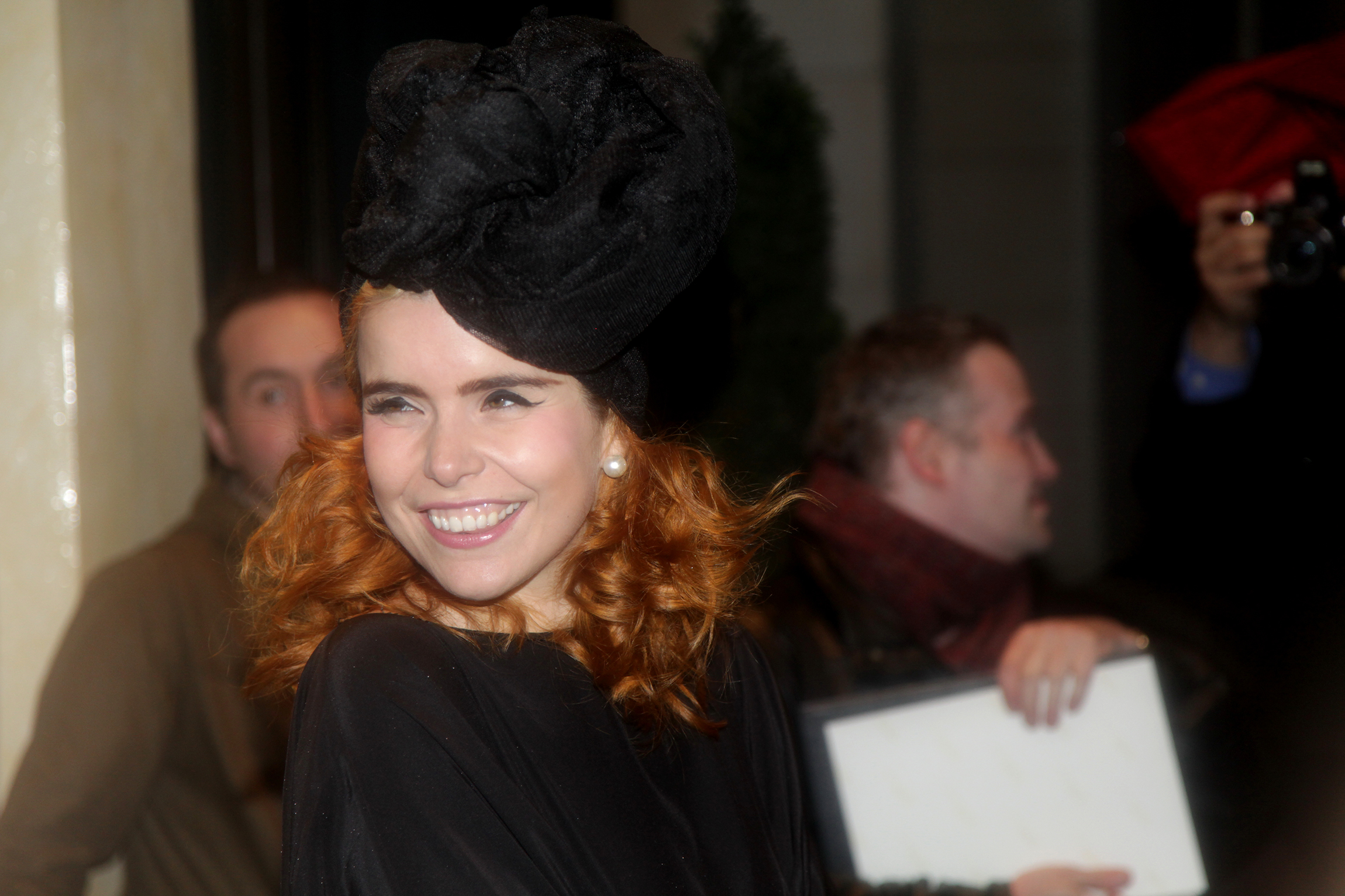
Paloma Faith

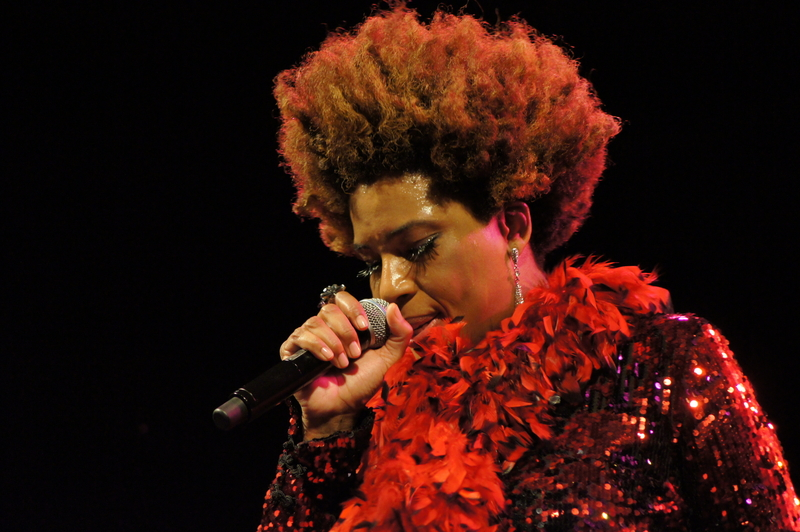
Macy Gray

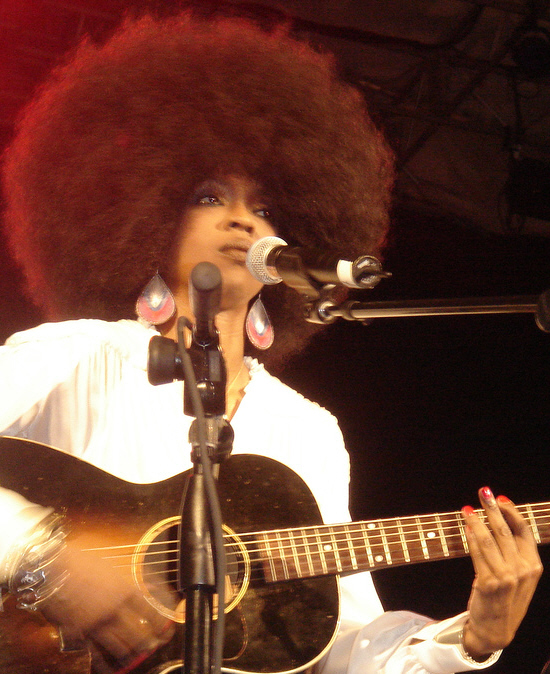
Lauryn Hill

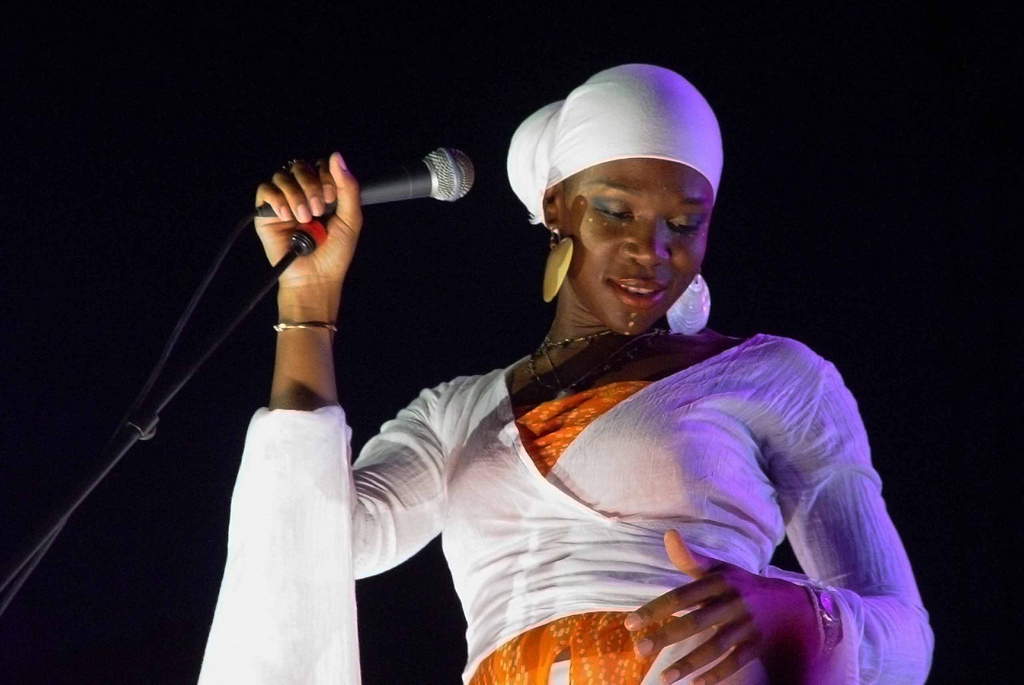
India.Arie

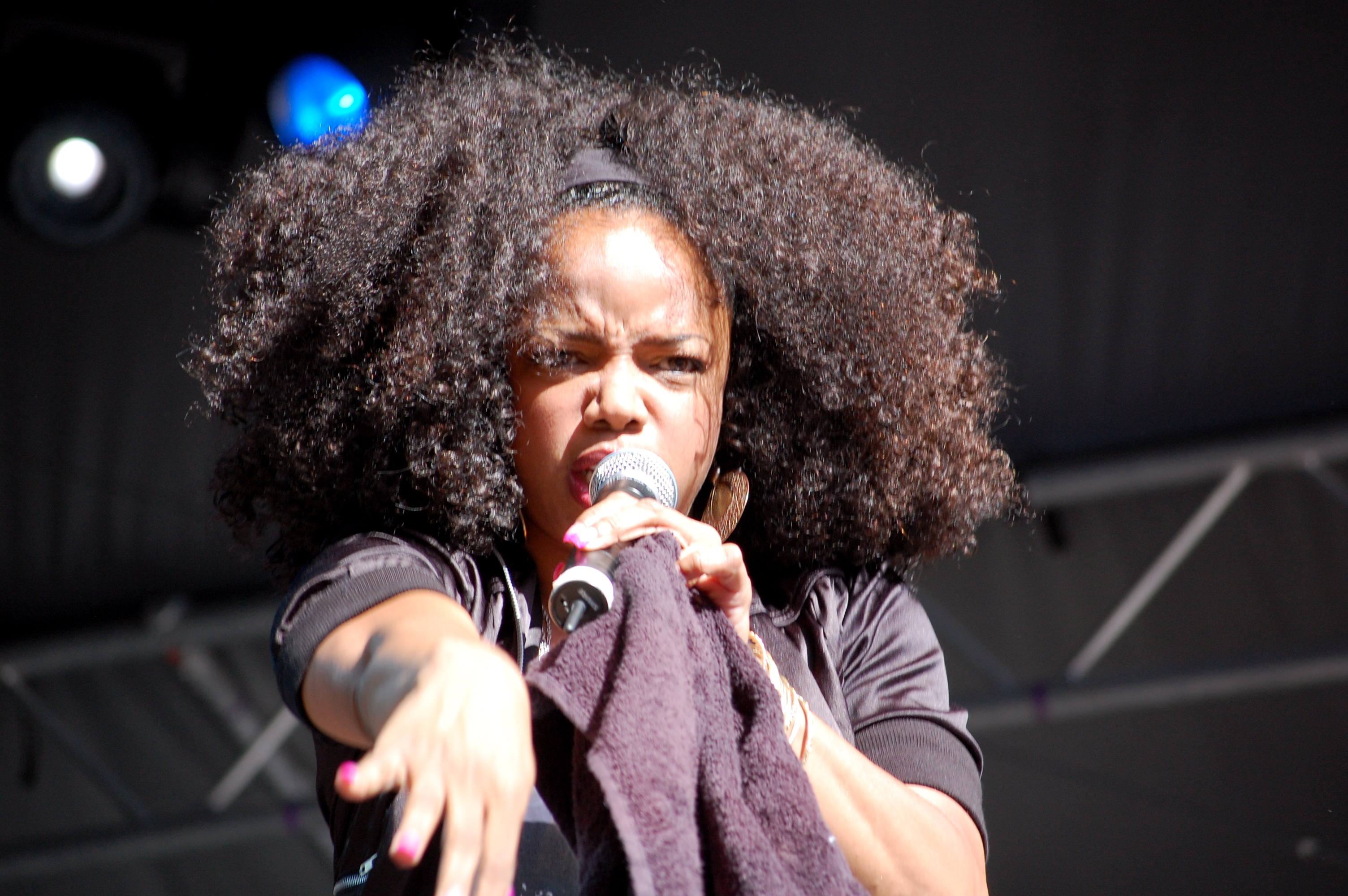
Leela James

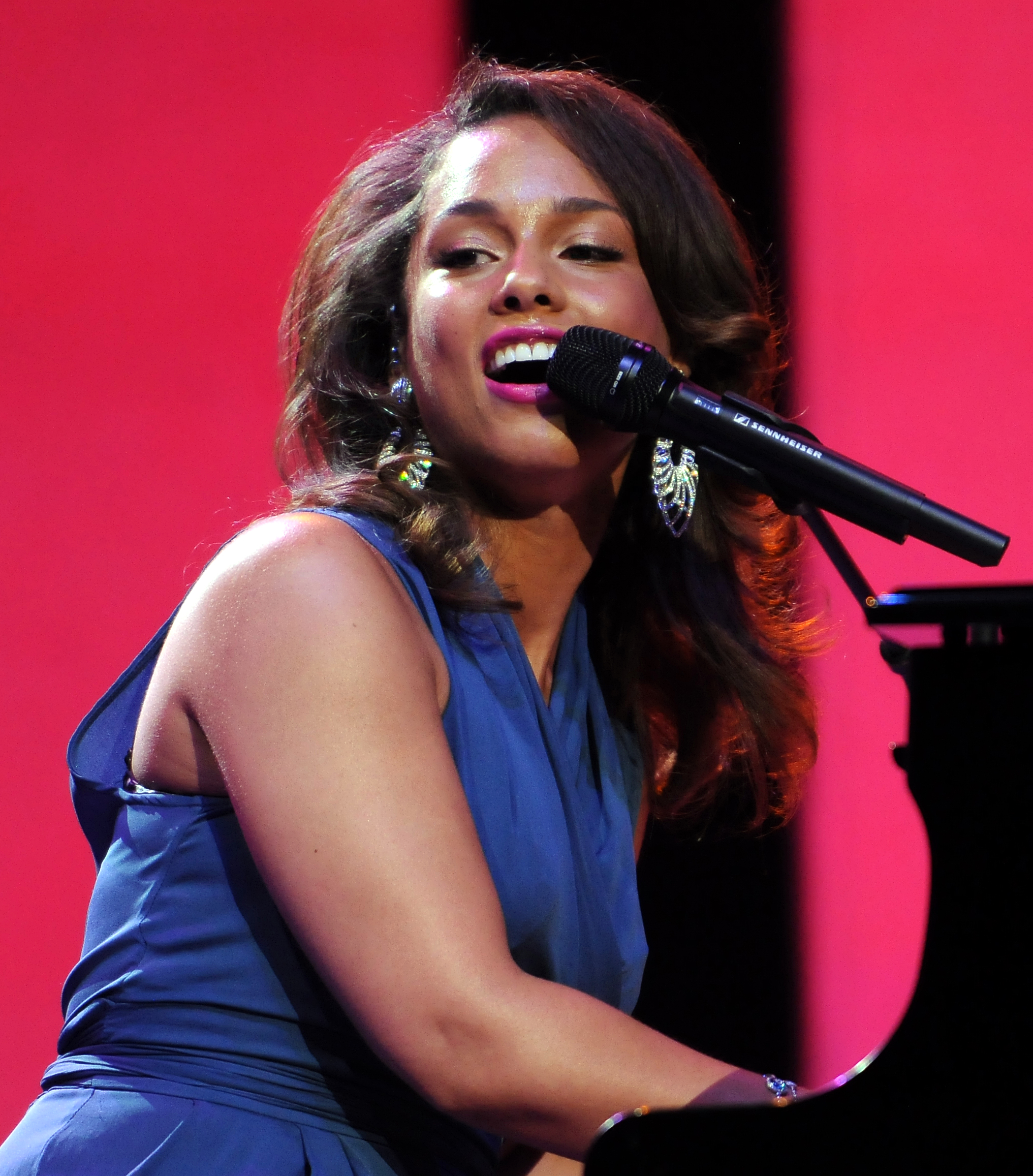
Alicia Keys

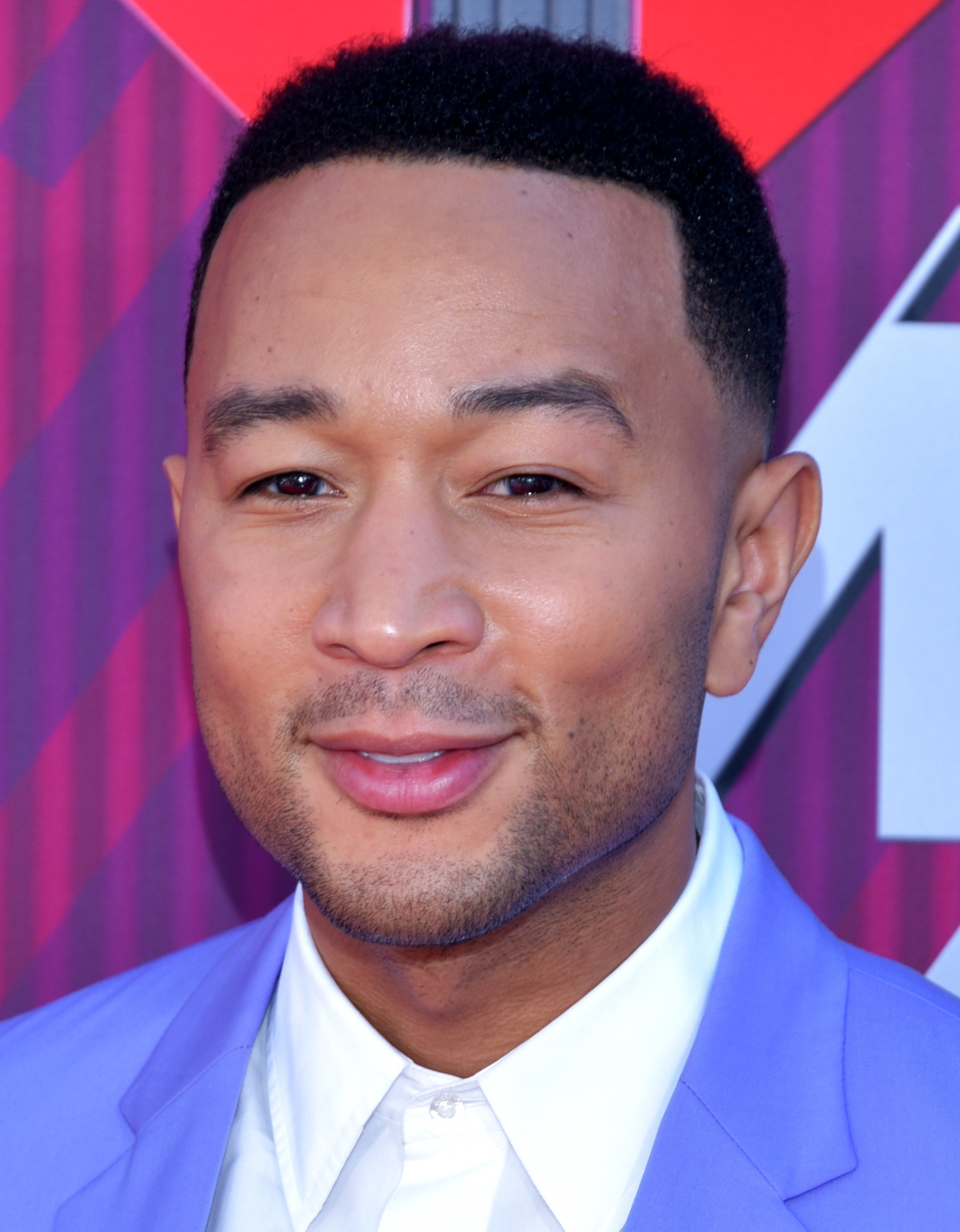
John Legend

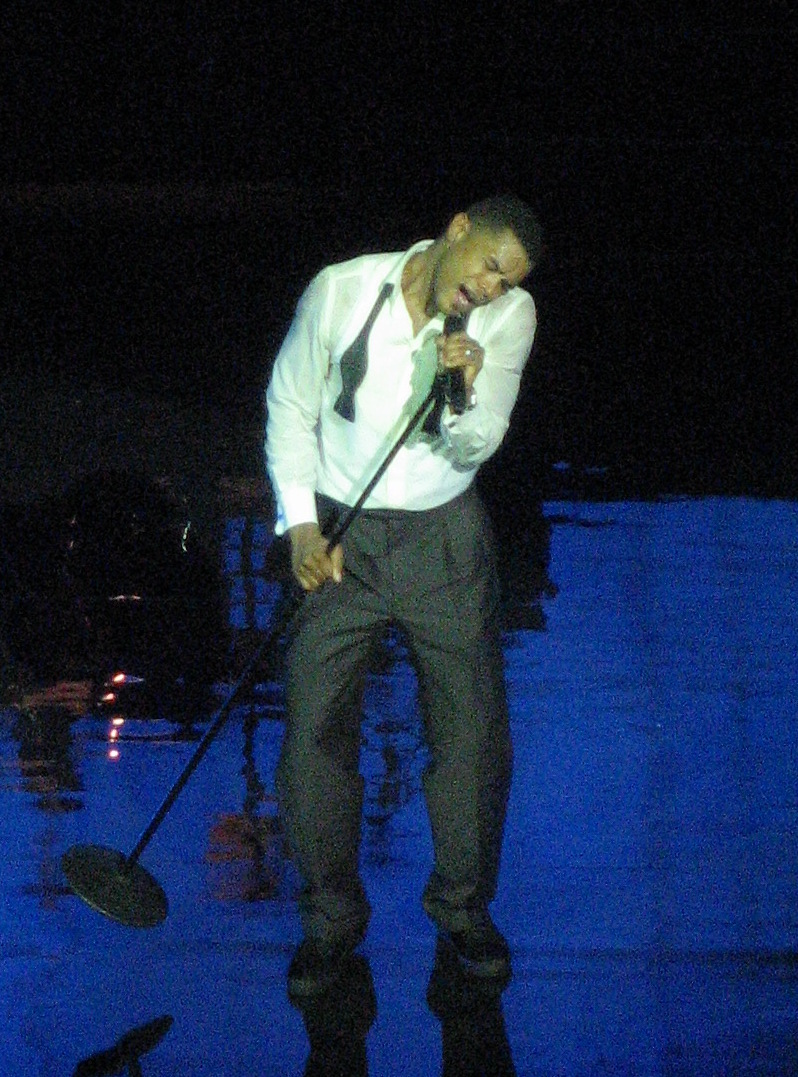
Maxwell

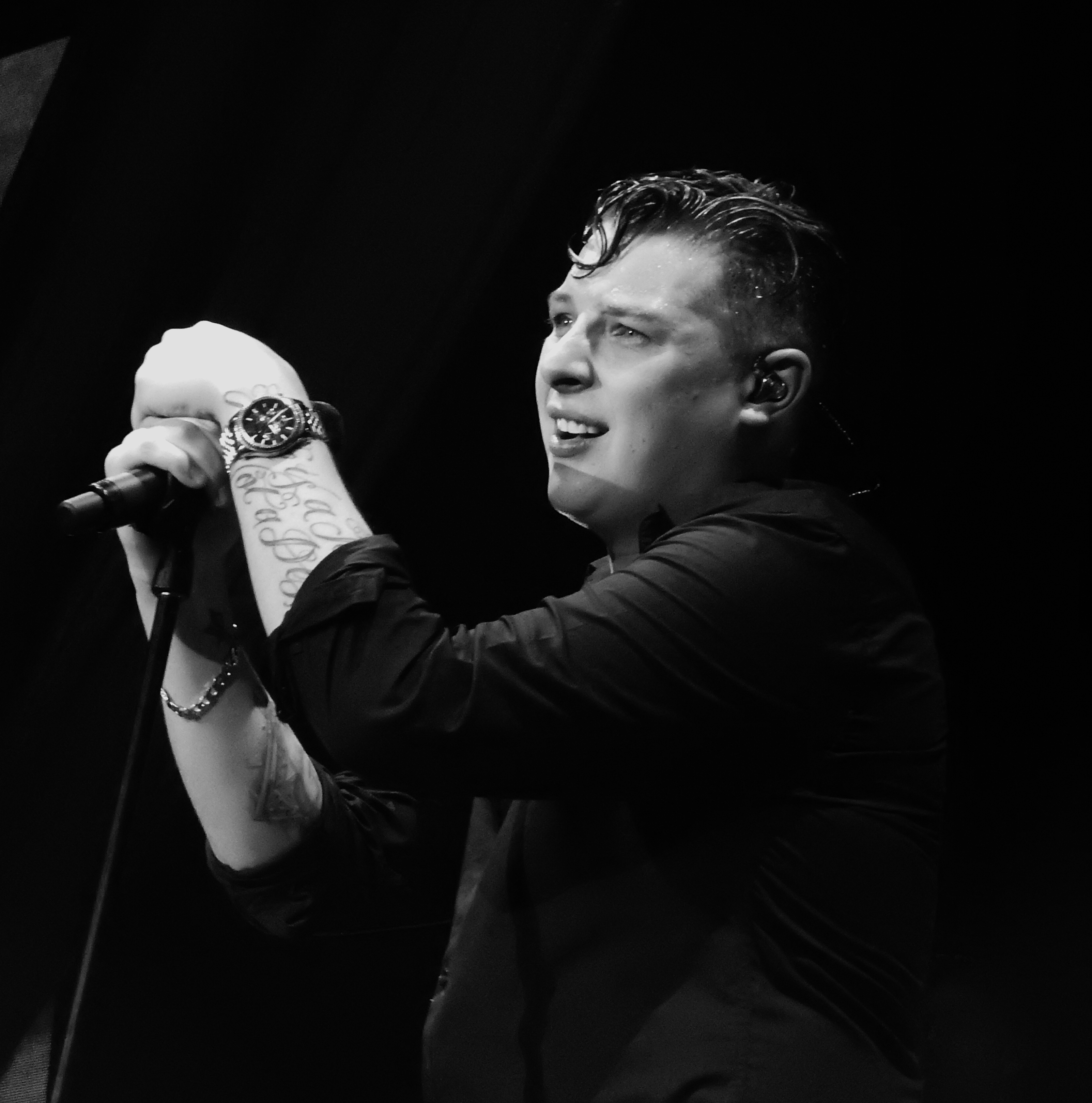
John Newman

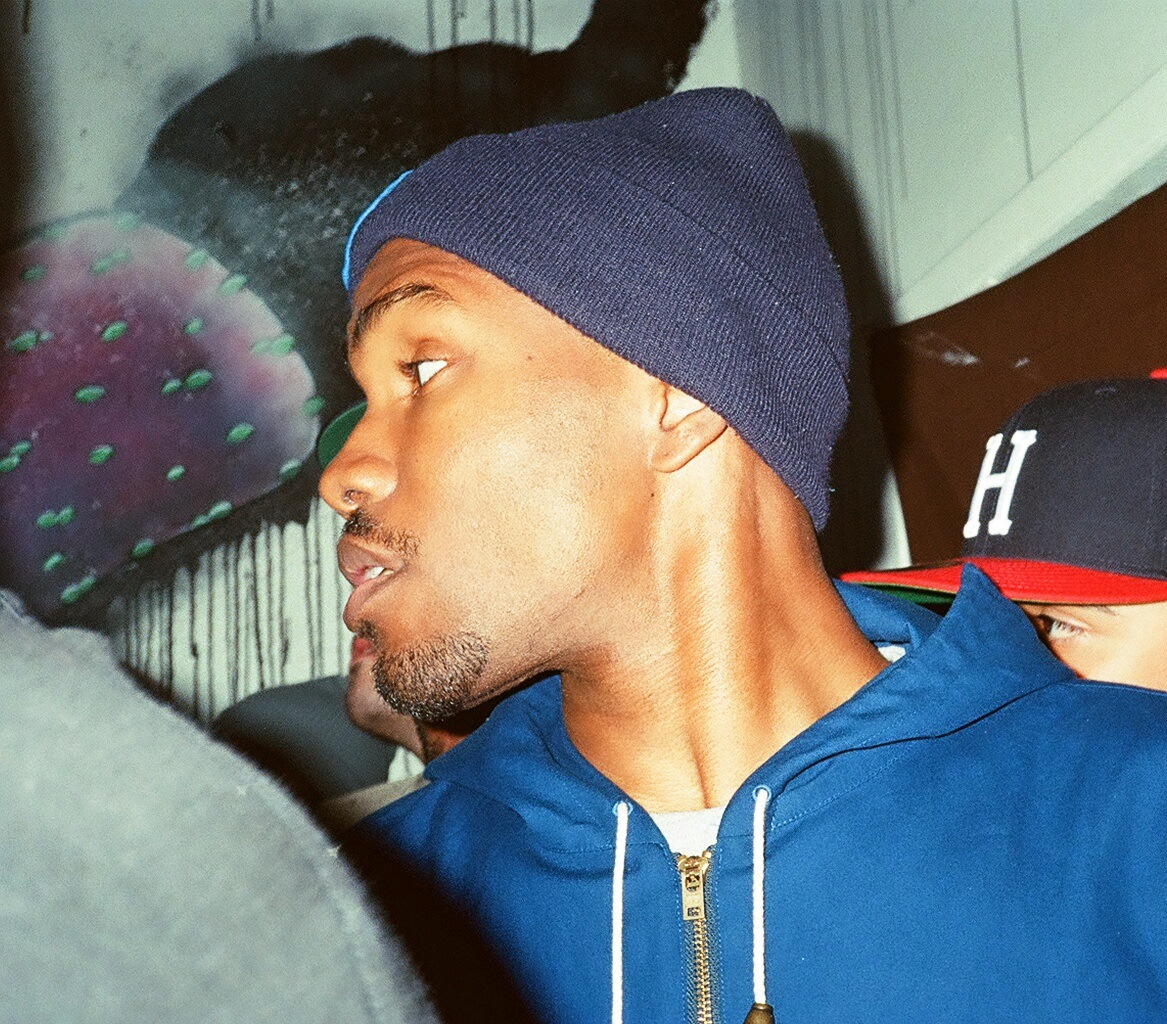
Frank Ocean

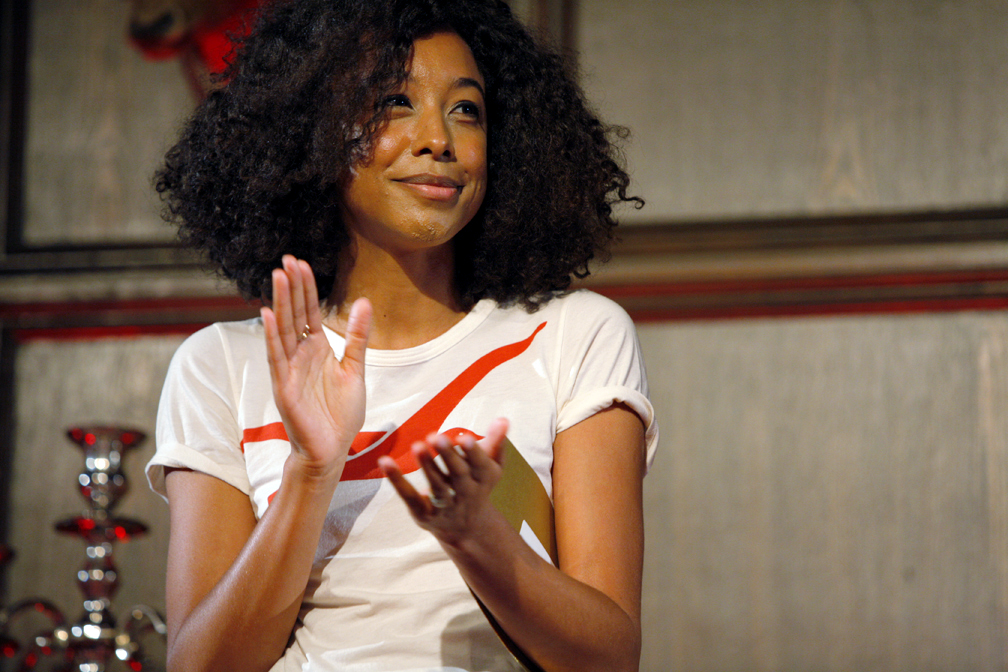
Corinne Bailey Rae

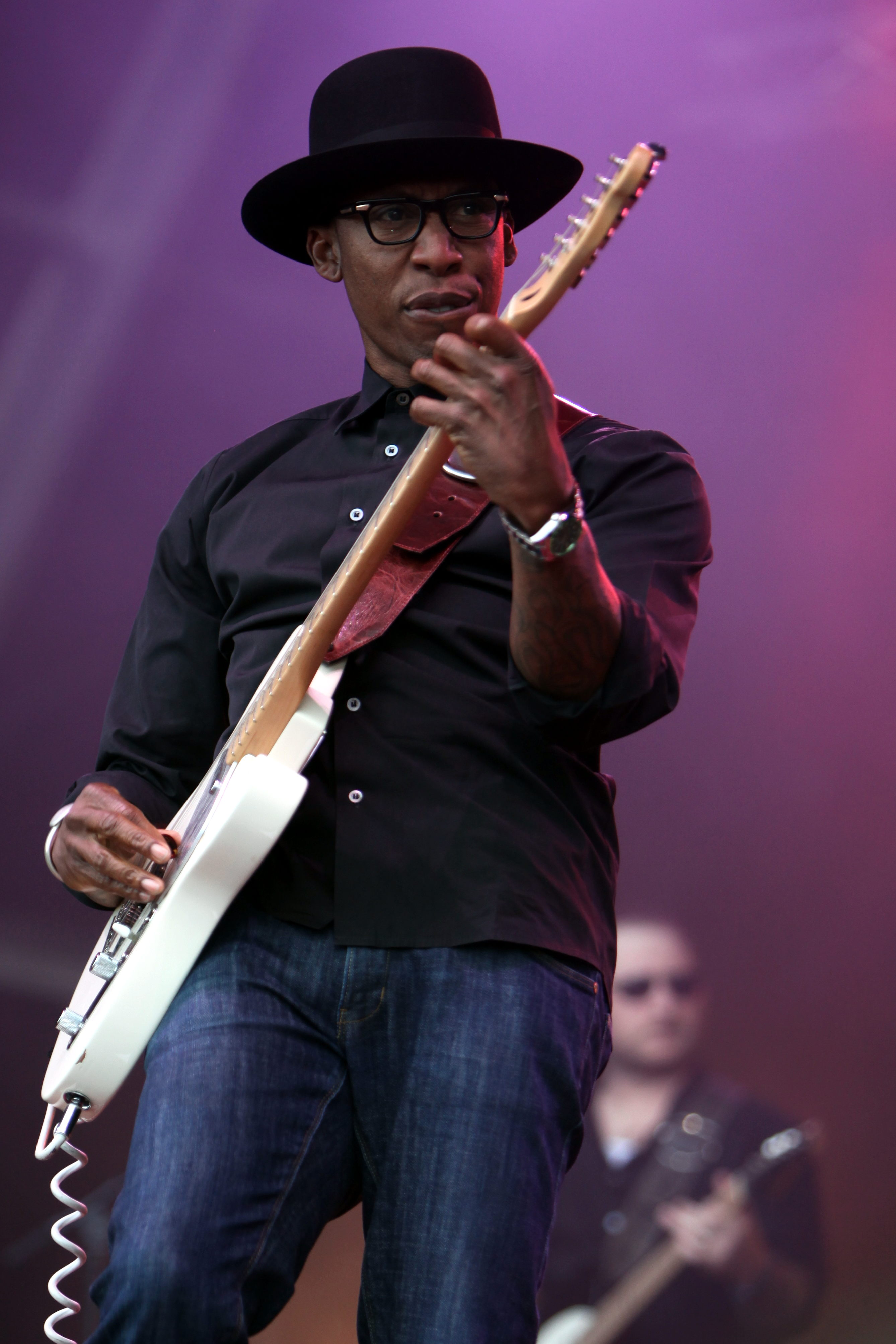
Raphael Saadiq

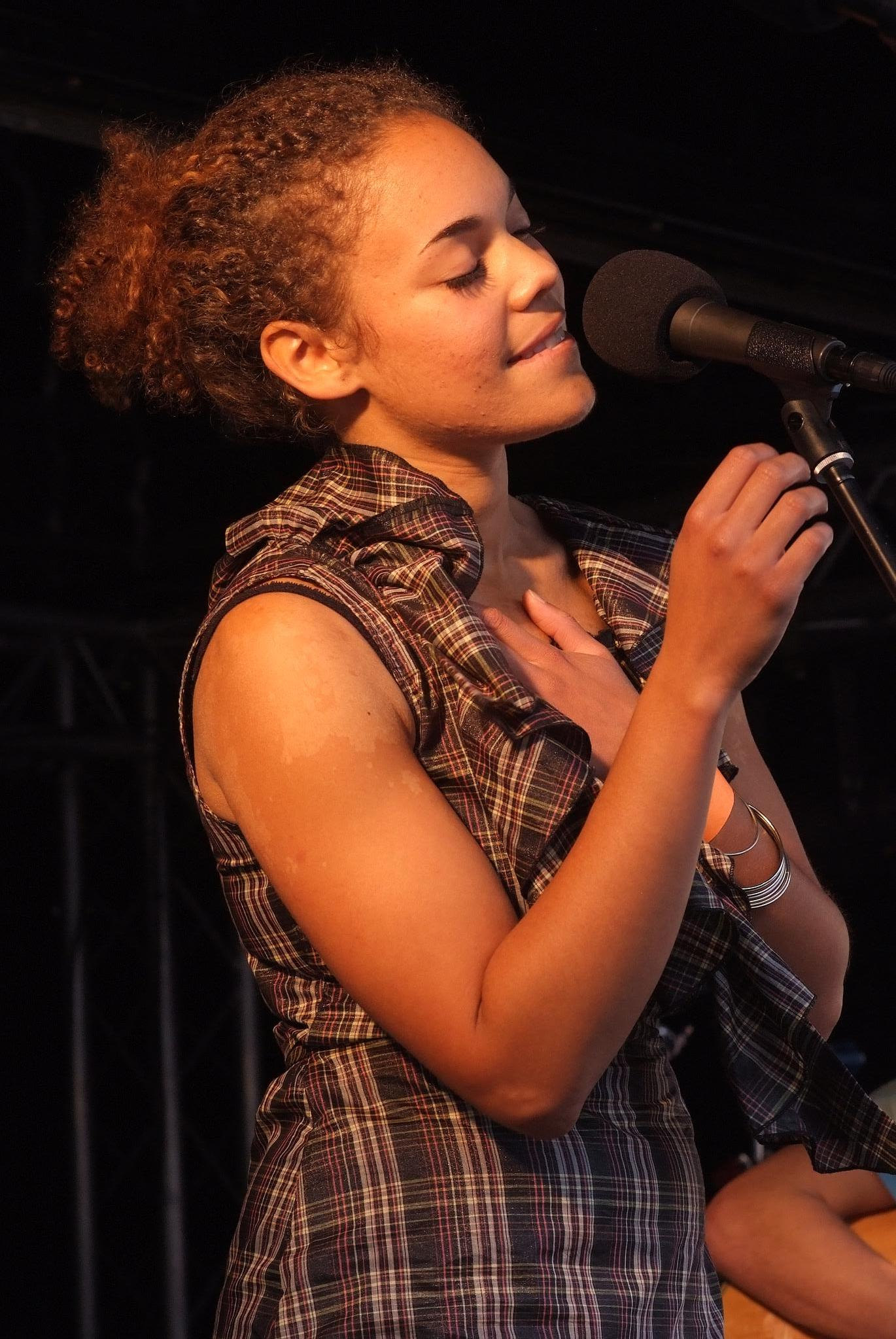
Andreya Triana

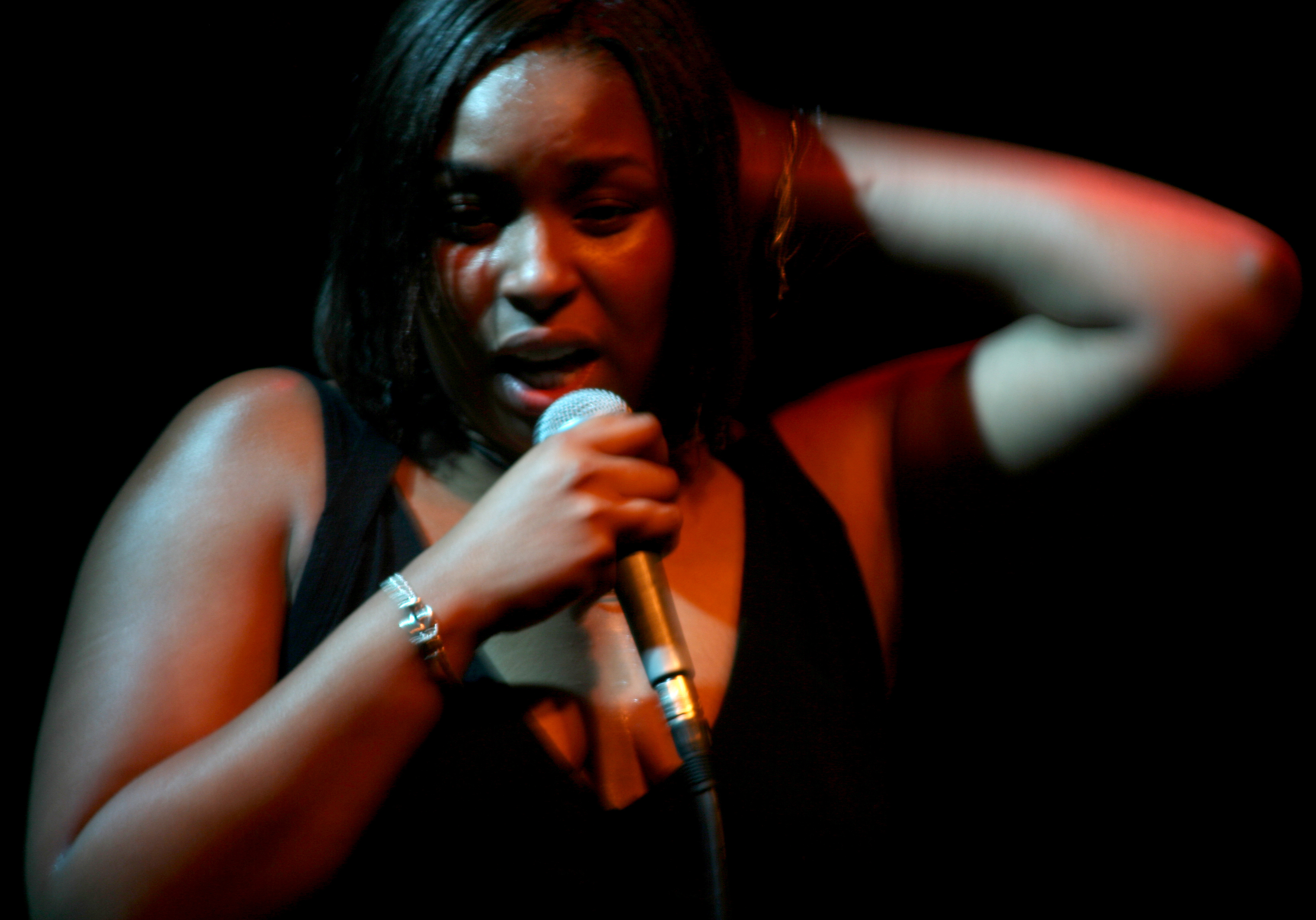
Jaguar Wright

| Adele,            | Royaume-Uni      |
| Jhené Aiko,       | États-Unis       |
| Algebra,          | États-Unis       |
| Sunshine Anderson | États-Unis       |
| Aṣa               | France / Nigeria |
| Ayọ               | Allemagne        |

Début de page

## B
| Erykah Badu,       | États-Unis  |
| Thurl Bailey       | États-Unis  |
| Eric Benét,        | États-Unis  |
| Bilal,             | États-Unis  |
| Aloe Blacc,        | États-Unis  |
| James Blake,       | Royaume-Uni |
| Mary J. Blige,     | États-Unis  |
| Brand New Heavies, | Royaume-Uni |

Début de page

## C
| Blu Cantrell   | États-Unis  |
| Celeste        | Royaume-Uni |
| Cody Chesnutt, | États-Unis  |
| Javier Colon,  | États-Unis  |
| Common         | États-Unis  |
| Nikka Costa,   | États-Unis  |

Début de page

## D
| D'Angelo,            | États-Unis        |
| Terence Trent D'Arby | États-Unis        |
| Des'ree              | Royaume-Uni       |
| Melinda Doolittle    | États-Unis        |
| Anslem Douglas       | Trinité-et-Tobago |
| Dre and Vidal        | États-Unis        |
| Duffy                | Royaume-Uni       |
| Dwele                | États-Unis        |

Début de page

## E
| En Vogue        | États-Unis  |
| Estelle,        | Royaume-Uni |
| Enchantée Julia | France      |

Début de page

## F
| Paloma Faith,         | Royaume-Uni           |
| Chet Faker,           | Australie             |
| Fitz and The Tantrums | États-Unis            |
| The Foreign Exchange, | États-Unis / Pays-Bas |

Début de page

## G
| Robert Glasper, | États-Unis |
| Gnarls Barkley  | États-Unis |
| Goapele,        | États-Unis |
| Macy Gray,      | États-Unis |
| Cee Lo Green    | États-Unis |
| Groove Theory   | États-Unis |

Début de page

## H
| Lynden David Hall, | Royaume-Uni |
| Anthony Hamilton,  | États-Unis  |
| Roy Hargrove       | États-Unis  |
| Mayer Hawthorne,   | États-Unis  |
| Heather Headley    | États-Unis  |
| The Heavy,         | Royaume-Uni |
| Hiatus Kaiyote,    | Australie   |
| Lauryn Hill,       | États-Unis  |
| Humphrey           | France      |

Début de page

## I
| India.Arie, | États-Unis |

Début de page

## J
| J Dilla,         | États-Unis |
| José James,      | États-Unis |
| Leela James,     | États-Unis |
| Lyfe Jennings    | États-Unis |
| Syleena Johnson, | États-Unis |

Début de page

## K
| Kelis,           | États-Unis  |
| R. Kelly         | États-Unis  |
| Kem              | États-Unis  |
| Alicia Keys,     | États-Unis  |
| Donnie Klang     | États-Unis  |
| Beverley Knight  | Royaume-Uni |
| Solange Knowles, | États-Unis  |
| King Krule       | Royaume-Uni |

Début de page

## L
| Lianne La Havas | Royaume-Uni |
| Amel Larrieux,  | États-Unis  |
| John Legend,    | États-Unis  |
| Jamie Lidell,   | Royaume-Uni |
| Little Dragon   | Suède       |
| Lucy Pearl,     | États-Unis  |
| Omar Lye-Fook   | Royaume-Uni |
| Lady Donli      | Nigeria     |

Début de page

## M
| Malia                | Malawi              |
| Maroon 5             | États-Unis          |
| Fredy Massamba       | République du Congo |
| Maxwell,             | États-Unis          |
| Daniel Merriweather, | Australie           |
| Chrisette Michele    | États-Unis          |
| Miguel,              | États-Unis          |
| Janelle Monáe        | États-Unis          |
| Monsieur Nov         | France              |
| Kendra Morris        | États-Unis          |
| Laura Mvula          | Royaume-Uni         |

Début de page

## N
| N'Dambi              | États-Unis  |
| Meshell Ndegeocello, | États-Unis  |
| John Newman,         | Royaume-Uni |
| Nneka,               | Nigeria     |
| Les Nubians,         | France      |

Début de page

## O
| Frank Ocean, | États-Unis |

Début de page

## P
| Phonte | États-Unis |

Début de page

## Q
| Questlove | États-Unis |

Début de page

## R
| Corinne Bailey Rae, | Royaume-Uni |
| The RH Factor       | États-Unis  |
| Rhye,               | États-Unis  |
| The Roots,          | États-Unis  |
| Alice Russell       | Royaume-Uni |

Début de page

## S
| Raphael Saadiq,     | États-Unis  |
| Jill Scott,         | États-Unis  |
| Sam Smith,          | Royaume-Uni |
| Musiq Soulchild,    | États-Unis  |
| Soulquarians,       | États-Unis  |
| Esperanza Spalding, | États-Unis  |
| Lisa Stansfield     | Royaume-Uni |
| Angie Stone,        | États-Unis  |
| Joss Stone,         | Royaume-Uni |
| Jazmine Sullivan,   | États-Unis  |
| Keith Sweat         | États-Unis  |

Début de page

## T
| Tony! Toni! Toné! | États-Unis  |
| Andreya Triana,   | Royaume-Uni |
| Truth Hurts       | États-Unis  |
| Tweet             | États-Unis  |

Début de page

## V
| Vassy | Australie |

Début de page

## W
| Jessie Ware,   | Royaume-Uni |
| Amy Winehouse, | Royaume-Uni |
| Jaguar Wright, | États-Unis  |
| Lizz Wright,   | États-Unis  |

Début de page

### Ouvrages
- (en) Reiland Rabaka, The Hip Hop Movement : From R&B and the Civil Rights Movement to Rap and the Hip Hop Generation, Lanham, Md., Lexington Books, 2013 (ISBN 978-0-7391-8116-4, lire en ligne)
- (en) Kristoffer Yddal Bjerke, chap. 6 « Timbral Relationships and Microrhythmic Tension: Shaping the Groove Experience Through Sound », dans Anne Danielsen (dir.), Musical Rhythm in the Age of Digital Reproduction, Ashgate Publishing, 2010 (ISBN 978-1-40940-340-1, lire en ligne)